# Vachellia albicorticata
Espèce
Statut de conservation UICN

 LC  : Préoccupation mineure
Vachellia albicorticata est une espèce de plantes à fleurs de la famille des Fabacées présente en Bolivie et en Argentine.